# Acacia tenuispica
Acacia tenuispica — вид квіткових рослин з родини бобових. Ареал: Австралія (Західна Австралія).

## Середовище
Вид зростає у різноманітних середовищах існування, переважно навколо пісковику, як частина евкаліптових лісових угруповань.

## Біоморфологічна характеристика
Це розлоге дерево або кущ, що зазвичай виростає до висоти від 1,5 до 5 метрів з розгалуженою, обернено-конічною формою. Він має голі та помітно ребристі гілочки з невеликими округлими виступами. Тонкі філодії мають асиметричну вузькоеліптичну форму, зазвичай мають довжину від 4 до 7 см та ширину від 6 до 16 мм і багато рівномірно розташованих жилок, причому три або п'ять часто трохи більш виражені, ніж інші. Цвіте з травня по липень, утворюючи жовті квітки. Прості суцвіття розташовані парами в пазухах листків з вузькими циліндричними квітковими колосами довжиною від 1,5 до 4,5 см, вкритими золотистими квітками. Дерев'янисті червоні стручки, що утворюються після цвітіння, мають вузько видовжену форму, яка звужується до основи. Стручки мають довжину до 7,5 см і ширину від 6 до 8 мм з тонкими косими жилками, вузькими крилатими краями та косо розташованим насінням всередині. Блискуче коричневе насіння має довжину близько 4–4,5 мм і еліптичну форму.